# Полет 294 на „Уест Еър Суидън“
Полет 294 на „Уест Еър Суидън“ е вътрешен товарен полет от летище „Осло“, Осло, до летище „Тромсьо“, Тромсьо, Норвегия, управляван от „Уест Еър Суидън“. На 8 януари 2016 г. самолетът „Бомбардие CRJ200“, който изпълнява полета, се разбива близо до Акаяуре, Швеция, при което загиват и двамата членове на екипажа на борда на машината. Мястото на инцидента се намира в почти равна част на долина в планински терен. От удара в земята е образуван кратер с дълбочина приблизително 6 м и диаметър 20 м.
Услугата за проследяване на самолети „Флайтрейдар24“ съобщава, че самолетът пада от 6485 м за период от 60 секунди, което съответства на средна вертикална скорост от 108 м/с, въз основа на данни, предадени от транспондера на самолета.
Разследването установява, че неизправност в един от инерционните референтни устройства довежда до грешни показания за височина на един от екраните на инструментите. По този начин на изкуствения хоризонт, определен за капитана, носът на машината изглежда изправен нагоре, когато всъщност самолетът е в идеално изравнено положение. Капитанът реагира, като натиска основното устройство за управление надолу в опит да възстанови хоризонталното положение, но вместо това машината започва да се спуска. Индикаторът за височина, определен за първия офицер, работи правилно, но той не реагира внимателно. Неспособни да намерят визуална ориентировка през нощта, пилотите се дезориентират пространствено и не могат да овладеят ситуацията поради високото гравитационно натоварване.